# 硒氰酸钴汞
硒氰酸钴汞是一种无机化合物，化学式为HgCo(NCSe)4。它和HgCo(NCS)4同晶型。

## 制备
在水中加入3.0g硝酸汞二水合物和2.8g硝酸钴六水合物（加几滴浓硝酸帮助硝酸汞溶解），稀释至60mL，溶液用KOH沉淀。过滤后加入40mL硒氰酸钾（含KNCSe 5.4g）溶液，该溶液加入1.2g KOH使溶液呈碱性。搅拌两者，产生黄褐色固体，固体颜色立刻变绿。用水洗涤两次，乙醇洗涤两次，乙醚洗涤一次，硅胶真空干燥，得到产物3.6g，产率56%。